# الف گرگسون
الف گرگسون (انگلیسی: Alf Gregson؛ ۲ مارس ۱۸۸۹ – march ۱۹۶۸ (۷۸−۷۹ سال)) بازیکن فوتبال اهل بریتانیا بود.
از باشگاه‌هایی که در آن بازی کرده‌است می‌توان به باشگاه فوتبال روچدیل، باشگاه فوتبال گریمزبی تاون، باشگاه فوتبال بری، و باشگاه فوتبال برنتفورد اشاره کرد.